# Aleksander Brożyniak
Aleksander Brożyniak (ur. 2 stycznia 1944 w Przemyślu) – polski piłkarz grający na pozycji obrońcy, trener.

## Kariera piłkarska
Aleksander Brożyniak karierę piłkarską rozpoczął w Czuwaju Przemyśl. Następnie w czasie studiów na Akademii Wychowania Fizycznego w Warszawie grał w uczelnianym klubie – AZS-AWF Warszawa. Po ukończeniu studiów w 1968 roku został zawodnikiem III-ligowej wówczas Resovii Rzeszów, w której debiut zaliczył 28 sierpnia 1968 roku w przegranym 0:3 meczu wyjazdowym w ramach I rundy Pucharu Polski. Po sezonie 1969/1970 oraz rozegraniu w ciągu dwóch lat zaledwie 15 meczów ligowych oraz zdobyciu 1 gola, zakończył karierę piłkarską.

## Kariera trenerska
Aleksander Brożyniak po zakończeniu kariery piłkarskiej rozpoczął karierę trenerską. W sezonie 1970/1971 został asystentem Leona Wolnego w Resovii Rzeszów, a po jego odejściu jeszcze w trakcie sezonu, został samodzielnym trenerem klubu, którego trenował do końca sezonie 1971/1972. Potem w sezonie 1972/1973 był asystentem trenera w II-ligowej wówczas Wisłoce Dębica. Następnie 1 lipca 1973 roku został trenerem naszpikowanej gwiazdami polskiej piłki nożnej Stali Mielec, z którą w sezonie 1973/1974 zajął 3. miejsce w ekstraklasie, jednak wraz z końcem 1973 roku odszedł z klubu. Następnie w latach 1975–1977 trenował Wisłę Kraków, z którą w sezonie 1975/1976 zajął 3. miejsce w ekstraklasie.
Następnie ze zmiennym szczęściem trenował: GKS Tychy (1977–1978), Hutnika Kraków (1978–1979), Polonię Bytom (16.10.1979–30.06.1980 – spadek z ekstraklasy w sezonie 1979/1980), Gwardię Warszawa (1982–1983), Broń Radom (1983–1984), Siarkę Tarnobrzeg (1984–1985), Błękitnych Kielce oraz Wawel Kraków.
1 lipca 1987 ponownie został trenerem Wisły Kraków, z którą w sezonie 1987/1988 awansował do ekstraklasy. Z klubu odszedł po sezonie 1988/1989. Następnie w okresie od 1 lipca 1990 roku do 31 października 1990 roku trenował Pogoń Szczecin. Następnie w latach 1994–1995 oraz w latach 1997–1998 dwukrotnie trenował Okocimski Brzesko. Następnie w sezonie 1998/1999 trenował II-ligowego wówczas Hutnika Kraków.
Następnymi klubami w karierze trenerskiej Brożyniaka były: Górnik Wieliczka (21.10.1999–30.06.2001), Pogoń Staszów (2002), Lubań Maniowy (2002–2005), BKS Bochnię (26.09.2005–10.05.2006), AKS Busko-Zdrój (27.09–05.10.2006), Wróblowianka Kraków (2006–2007), Skalnik Trzemeśnia (2008), Unia Tarnów (16.04–29.09.2008), Limanovia Limanowa (01.01–30.06.2009) oraz w Hejnał Krzyszkowice (08.07.2011–09.07.2014).

## Sukcesy

### Trenerskie
Stal Mielec
- 3. miejsce w ekstraklasie: 1974
- Awans do ekstraklasy: 1988

Wisła Kraków
- 3. miejsce w ekstraklasie: 1976